# Coelioxys coriacea
Coelioxys coriacea är en biart som beskrevs av Pasteels 1968. Coelioxys coriacea ingår i släktet kägelbin, och familjen buksamlarbin. Inga underarter finns listade i Catalogue of Life.